# Микробиуретовый метод
Микробиуретовый метод — основан на взаимодействии пептидных связей с Cu2+ в щелочной среде. В результате реакции образуется комплекс, окрашенный в фиолетовый цвет.

## Методика
К 0,2 мл раствора белка добавляют 3,5 мл раствора NaOH и 0,2 мл реактива Бенедикта. Смесь инкубируют 15 мин при комнатной температуре и спектрофотометрируют на длине волны 330 нм. Построение калибровочного графика проводят по стандартному раствору белка.